# Futbol Club Barcelona 1988-1989

## Rosa
| N. |                    | Ruolo | Calciatore          |
| -- | ------------------ | ----- | ------------------- |
|    | Spagna (bandiera)  | P     | Andoni Zubizarreta  |
|    | Spagna (bandiera)  | P     | Juan Carlos Unzué   |
|    | Spagna (bandiera)  | D     | Ricardo Serna       |
|    | Brasile (bandiera) | D     | Aloísio             |
|    | Spagna (bandiera)  | D     | López Rekarte       |
|    | Spagna (bandiera)  | D     | Miquel Soler        |
|    | Spagna (bandiera)  | D     | José Ramón Alexanko |
|    | Spagna (bandiera)  | D     | Julio Alberto       |
|    | Spagna (bandiera)  | D     | Sergi López         |
|    | Spagna (bandiera)  | D     | Salva               |
|    | Spagna (bandiera)  | D     | José Pérez Serer    |
|    | Spagna (bandiera)  | D     | Manolo Hierro       |
|    | Spagna (bandiera)  | C     | Roberto             |

| N. |                        | Ruolo | Calciatore              |
| -- | ---------------------- | ----- | ----------------------- |
|    | Spagna (bandiera)      | C     | Eusebio Sacristán       |
|    | Spagna (bandiera)      | C     | Luis Milla              |
|    | Spagna (bandiera)      | C     | José Mari Bakero        |
|    | Spagna (bandiera)      | C     | Guillermo Amor          |
|    | Spagna (bandiera)      | C     | Urbano Ortega           |
|    | Spagna (bandiera)      | C     | Jordi Roura             |
|    | Paraguay (bandiera)    | C     | Romerito                |
|    | Spagna (bandiera)      | A     | Txiki Begiristain       |
|    | Spagna (bandiera)      | A     | Julio Salinas           |
|    | Inghilterra (bandiera) | A     | Gary Lineker            |
|    | Spagna (bandiera)      | A     | Francisco José Carrasco |
|    | Spagna (bandiera)      | A     | Ernesto Valverde        |

### Staff tecnico
- Allenatore:  Johan Cruijff